# 圣卢西亚黑雀属
圣卢西亚黑雀属（学名：Melanospiza）是唐纳雀科下的一个属。

## 下属物种
本属包括以下物种：
- 黑脸草雀 Melanospiza bicolor
- 圣卢西亚黑雀 Melanospiza richardsoni (Cory, 1886)